# Ingegraven slangster
De ingegraven slangster (Acrocnida brachiata) is een slangster uit de familie Amphiuridae. De wetenschappelijke naam van de soort werd in 1804 gepubliceerd door George Montagu. Het komt voor op de zeebodem in de noordoostelijke Atlantische Oceaan en de Noordzee, en leeft half begraven in het zand met alleen zijn armuiteinden naar voren.

## Voorkomen
De Ingegraven slangster heeft een platte schijf tot 12 mm in diameter en vijf slanke, duidelijk afgebakende armen die tot 200 mm kunnen worden. Het is grijsbruin van kleur. Het kan worden onderscheiden van andere soortgelijke soorten door de dwarse groeven in de platen aan de basis van de armen, de ventrale schubben die kleine knobbeltjes dragen en door de aanwezigheid van een buitenste mondpapil die duidelijk verschilt van de gepaarde papillen in de mond. De armen, die net als andere slangsterren zijwaarts buigen in plaats van op en neer, hebben een paar tentakelschubben op elk gewricht en talrijke stekels.

## Verspreiding
De ingegraven slangster komt voor in de noordoostelijke Atlantische Oceaan en de Noordzee. In de Noordzee worden er dichtheden van 200 individuen per m² geteld. Het is gebruikelijk rond de kusten van de Britse Eilanden, waar het dieptebereik loopt van de lagere kust tot ongeveer 40 meter. Het is een bodemdier dat op zandbodems leeft en zich in het sediment begraaft, met alleen de uiteinden van zijn armen naar voren. Deze nemen voedsel op en brengen dit naar de centrale schijf onder het zand. Het komt vaak voor in combinatie met de gravende zee-egel Echinocardium cordatum, algemeen bekend als de hartvormige zeeklit.

## Voortplanting
Voortplantingscellen worden in het water geloosd waarop de cellen elkaar tegenkomen en versmelten. De larven drijven tot ze groot genoeg zijn en dalen dan naar de bodem om zich in te graven. Na twee à drie jaar zijn ze geslachtsrijp en worden vijf jaar oud.